# Rhacophorus robertingeri
Rhacophorus robertingeri es una especie de anfibio anuro de la familia Rhacophoridae.

## Distribución geográfica
Esta especie es endémica de Vietnam. Habita en la Cordillera de Annamite en las provincias de Thừa Thiên-Huế, Quảng Nam, Kon Tum, Gia Lai y el municipio de Da Nang.

## Etimología
Esta especie lleva el nombre en honor a Robert Frederick Inger.

## Publicación original
- Orlov, Poyarkov, Vassilieva, Ananjeva, Nguyen, Sang & Geissler, 2012: Taxonomic Notes on Rhacophorid Frogs (Rhacophorinae: Rhacophoridae: Anura) of Southern Part of Annamite Mountains (Truong Son, Vietnam), with Description of Three New Species. Russian Journal of Herpetology, vol. 19, n.º 1, p. 23-64.[4]